# آرامگاه امامزاده شمس‌الدین
بقعه امامزاده شمس الدین مربوط به سده‌های متاخر دوران‌های تاریخی پس از اسلام - دوره صفوی است و در شهرستان دامغان، بخش امیرآباد، دهستان تویه دروار، روستای دروار، روبروی پاسگاه در سمت جنوب، جنب گورستان واقع شده و این اثر در تاریخ ۱۸ اسفند ۱۳۸۷ با شمارهٔ ثبت ۲۵۰۹۶ به‌عنوان یکی از آثار ملی ایران به ثبت رسیده است.